# 윌리엄 콜리어 시니어

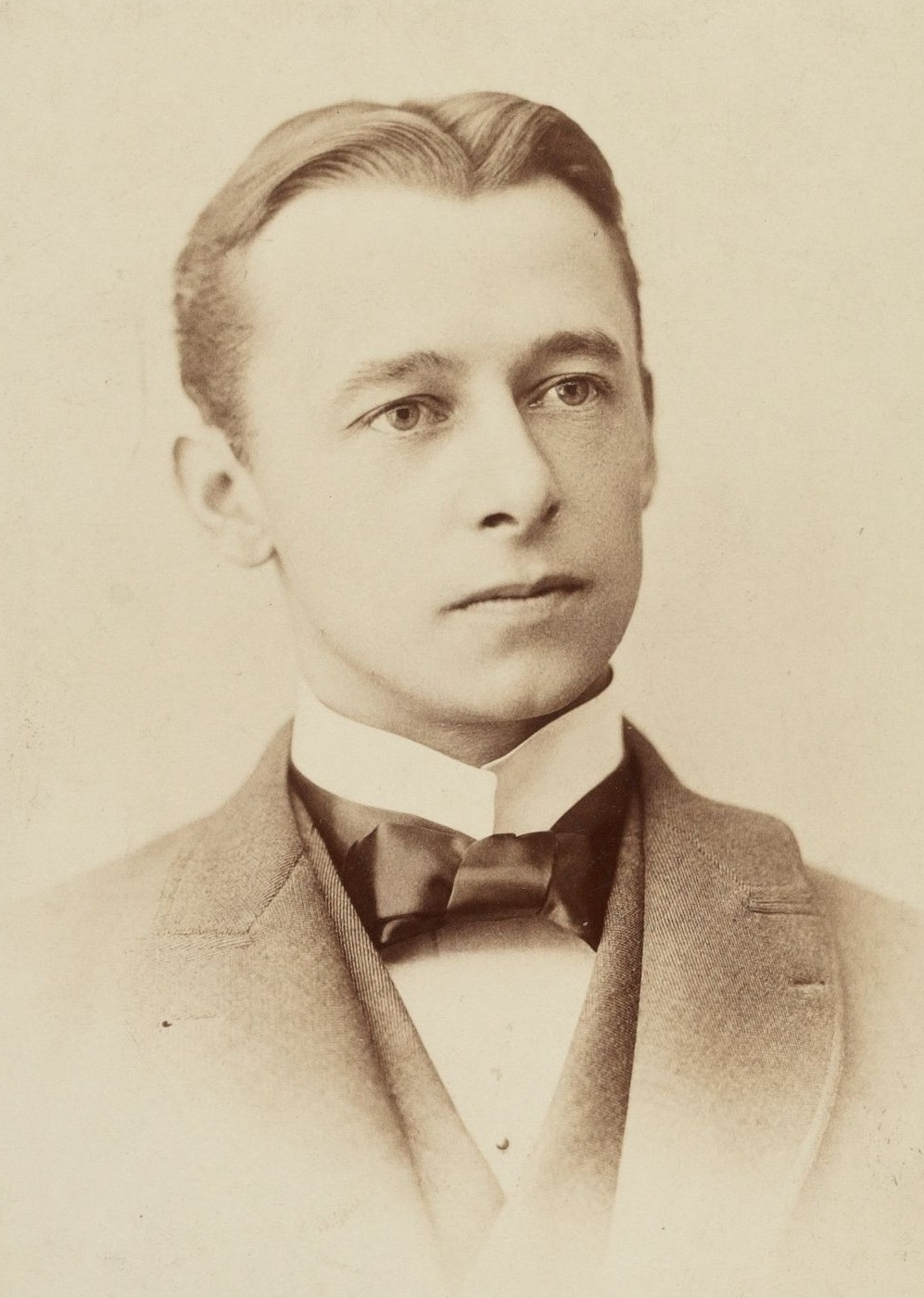

윌리엄 콜리어 시니어(William Collier Sr., 1864년 11월 12일 ~ 1944년 1월 13일)는 미국의 영화 감독, 배우, 각본가, 영화배우이다.
뉴욕에서 태어났으며 베벌리힐스에서 사망하였다. 사인은 폐렴이다. 포리스트 론 메모리얼 파크에 매장되었다.

## 영화
- 고잉 프레이스 (1938년)
- 땡스 포 더 메모리 (1938년)
- 기브 어스 디스 나잇 (1936년)
- 케인 앤 마블 (1936년)
- 발리언트 이즈 더 워드 포 캐리 (1936년)
- 애너폴리스 페어웰 (1935년)
- 바다 아래 (1931년)
- 건방진 꼬마 (1931년)
- 마치 오브 타임 (1930년) - 본인 역
- 교도소로 가다 (1930년)
- 해피 데이즈 (1929년) - 본인 역